# Copa del Rey de baloncesto 1985
La Copa del Rey de baloncesto 1985 fue la número 49, organizada por la ACB y su final a cuatro se disputó en el Pavelló Club Joventut de Badalona entre el 27 y 28 de noviembre de 1984.
La edición fue jugada por los cuatro primeros equipos clasificados en la primera vuelta de la temporada 1985–86.

## Equipos clasificados
Grupo Par
|    | Equipo               | G  | P | PF   | PC   |
| -- | -------------------- | -- | - | ---- | ---- |
| 1. | Real Madrid          | 13 | 1 | 1358 | 1122 |
| 2. | Ron Negrita Joventut | 12 | 2 | 1337 | 1163 |

Grupo Impar
|    | Equipo           | G  | P | PF   | PC   |
| -- | ---------------- | -- | - | ---- | ---- |
| 1. | FC Barcelona     | 12 | 2 | 1355 | 1205 |
| 2. | Fórum Valladolid | 10 | 4 | 1194 | 1167 |

## Cuadro
|  | Semifinales          | Semifinales          |    |                 | Final            | Final           |  |
|  | 27 de noviembre      | 27 de noviembre      |    |                 | 29 de noviembre  | 29 de noviembre |  |
|  |                      |                      |    |                 |                  |                 |  |
|  | 27 de noviembre      |                      |    |                 |                  |                 |  |
|  | Real Madrid          | 94                   |    |                 |                  |                 |  |
|  | Fórum Valladolid     | 77                   |    |                 |                  |                 |  |
|  |                      |                      |    |                 |                  |                 |  |
|  |                      |                      |    |                 | 28 de noviembre  |                 |  |
|  |                      |                      |    |                 | Real Madrid      | 90              |  |
|  |                      | Ron Negrita Joventut | 76 |                 |                  |                 |  |
|  |                      |                      |    |                 |                  |                 |  |
|  |                      |                      |    |                 |                  |                 |  |
|  |                      |                      |    |                 | Tercer lugar     |                 |  |
|  | 27 de noviembre      | 27 de noviembre      |    | 28 de noviembre | 28 de noviembre  |                 |  |
|  | Ron Negrita Joventut | 83                   |    | FC Barcelona    | 103              |                 |  |
|  | FC Barcelona         | 79                   |    |                 | Fórum Valladolid | 83              |  |

## Final
| 28 de noviembre de 1984 | Real Madrid                                                    | 90–76                              | Ron Negrita Joventut                                               | |  |
| 19:00 GTM+1             | Marcador por tiempos: 47–29, 43–47                             | Marcador por tiempos: 47–29, 43–47 | Marcador por tiempos: 47–29, 43–47                                 | |  |
|                         | Estadísticas F. Martín 24 F. Martín 11 Corbalán 1 F. Martín 25 | Boxscore Pts Reb Asts Val          | Estadísticas Villacampa 23 Kazanowski 9 Kazanowski 1 Villacampa 18 | Pabellón: Pavelló Club Joventut, Badalona Asistencia: 5,000 espectadores Árbitros: Francisco Javier Fajardo, Víctor Mas |  |

| Campeón de la Copa del Rey 1985 |
| ------------------------------- |
| Real Madrid 19.º título         |